# 蛇眼蛺蝶
蛇眼蛺蝶（学名：Junonia lemonias）又名紅環蝶、蛇眼蛺蝶、眼紋擬蛺蝶、蛇眼擬挾蝶、蛇目擬蛺蝶，是蛺蝶科下的一種蝴蝶。分布在南亚，居住在花园、休耕地、以及树木繁茂地区。

## 描述
蛇眼蛱蝶为棕色，上面分布着很多眼点。翅膀翅面有黑色和柠檬黄的斑点和线条。底面是深棕色，有一些深浅不一的棕色和黑色的波浪线和圆点。前翅的下半部分也有一个眼点。
干季和雨季颜色甚至形态都不同。雨季印记是清楚且生动，翅膀形状更圆润。干季印记模糊且苍白，底部的翅膀边缘更加棱角分明，呈锯齿状。这样有助于伪装成树叶。

## 分佈
廣泛分佈於[東洋區]]，但不包括蘇門答臘、爪哇、婆羅洲及菲律賓南部。  
臺灣主要見於本島低海拔地區。

## 棲地
主要棲息於常綠闊葉林、荒地、草地及海岸林，一年可繁殖多代。成蟲飛行敏捷，喜愛訪花，幼蟲則以爵床科的臺灣鱗球花為食。

## 圖片

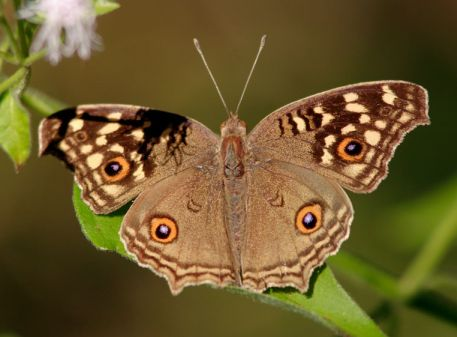
產於南印度的旱季型
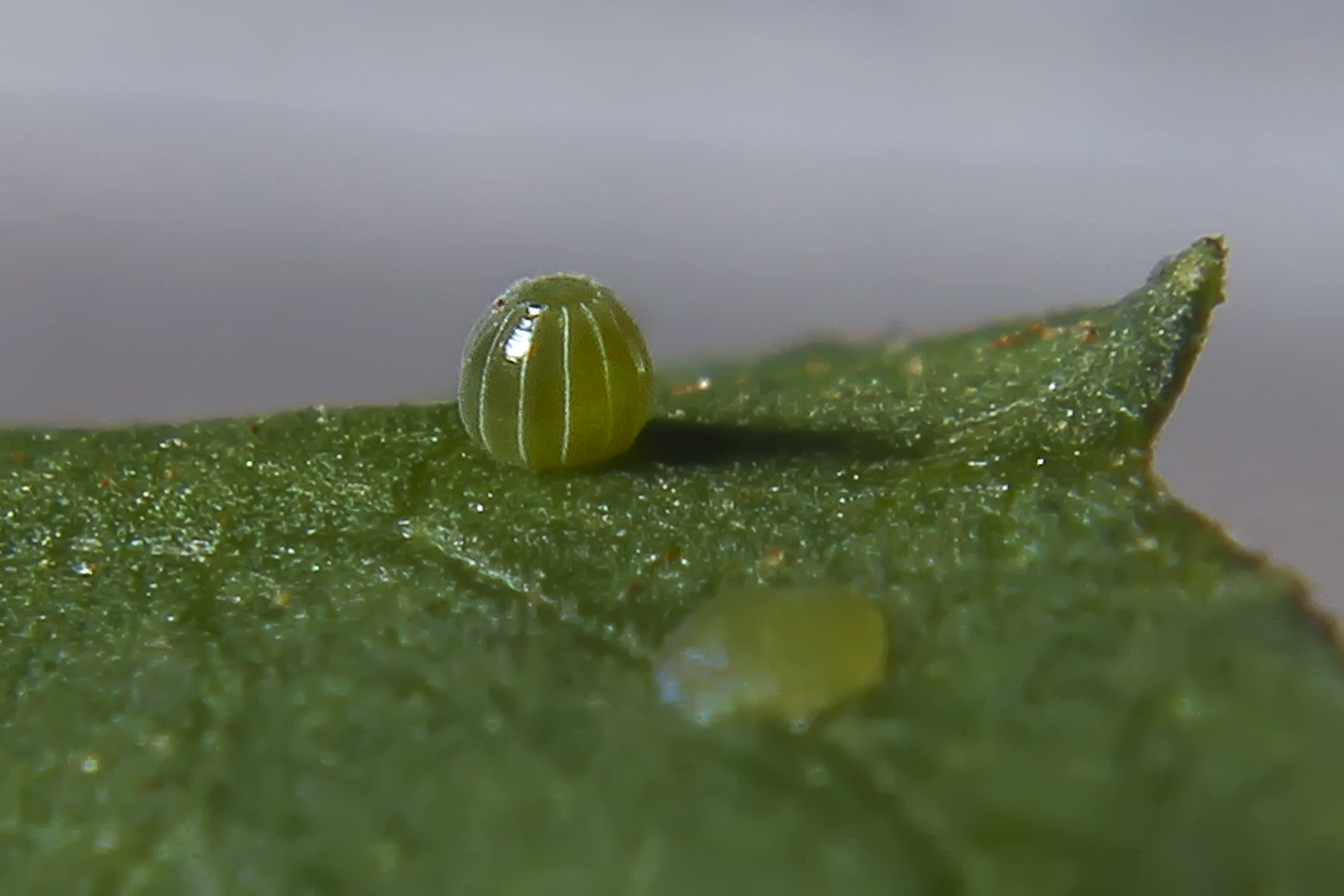
卵
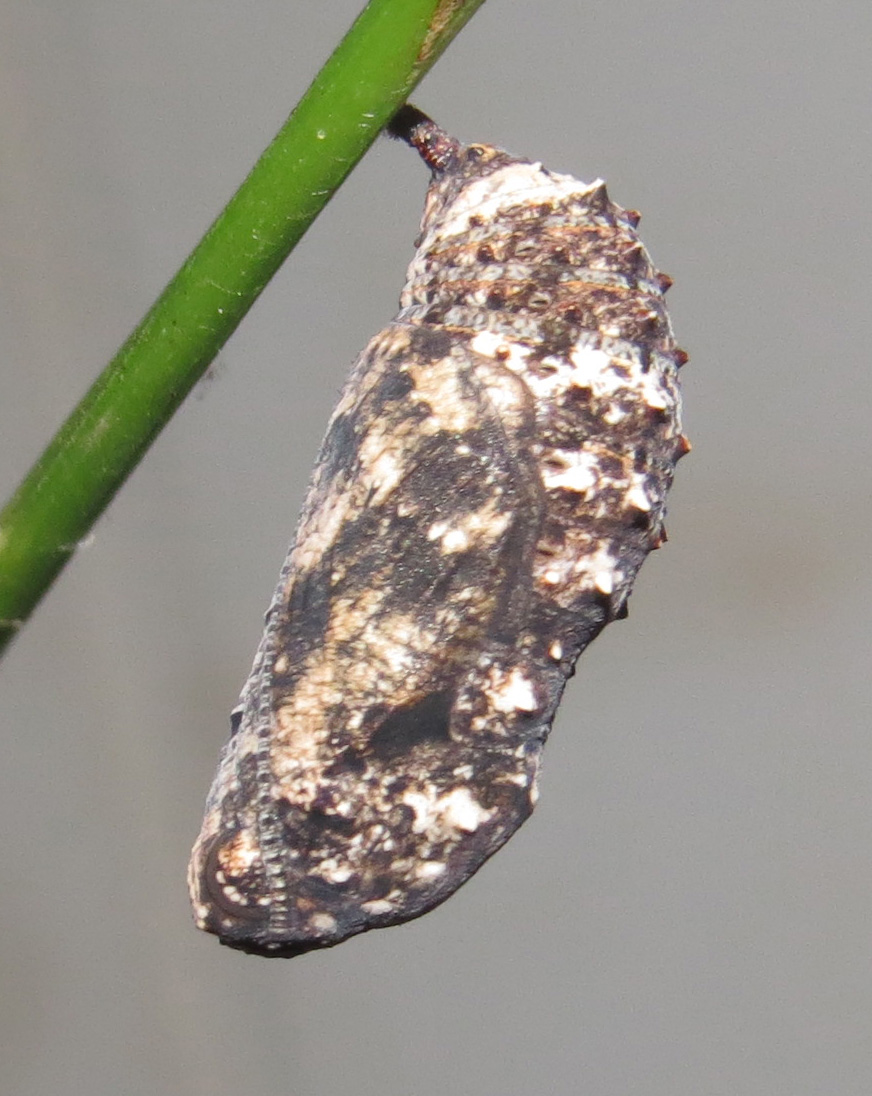
蛹

1. 1 2  徐堉峰，梁家源，黃智偉，沈宗諭. . 農業部林業及自然保育署. 2021/12. ISBN 9786267100523.